# Linha costeira de Blekinge
A linha costeira de Blekinge (em sueco:  Blekinge kustbana) é uma via férrea que corre ao longo da costa da província de Blekinge, no sul da Suécia.  
Liga as cidades de Kristianstad, na Escânia, e Karlskrona, em Blekinge, passando por Sölvesborg, Karlshamn e Ronneby.

Tem uma extensão de 130 km, com via única, e está completamente eletrificada.

## Itinerário
A linha atravessa as cidades:

- Kristianstad
- Sölvesborg
- Karlshamn
- Ronneby
- Karlskrona

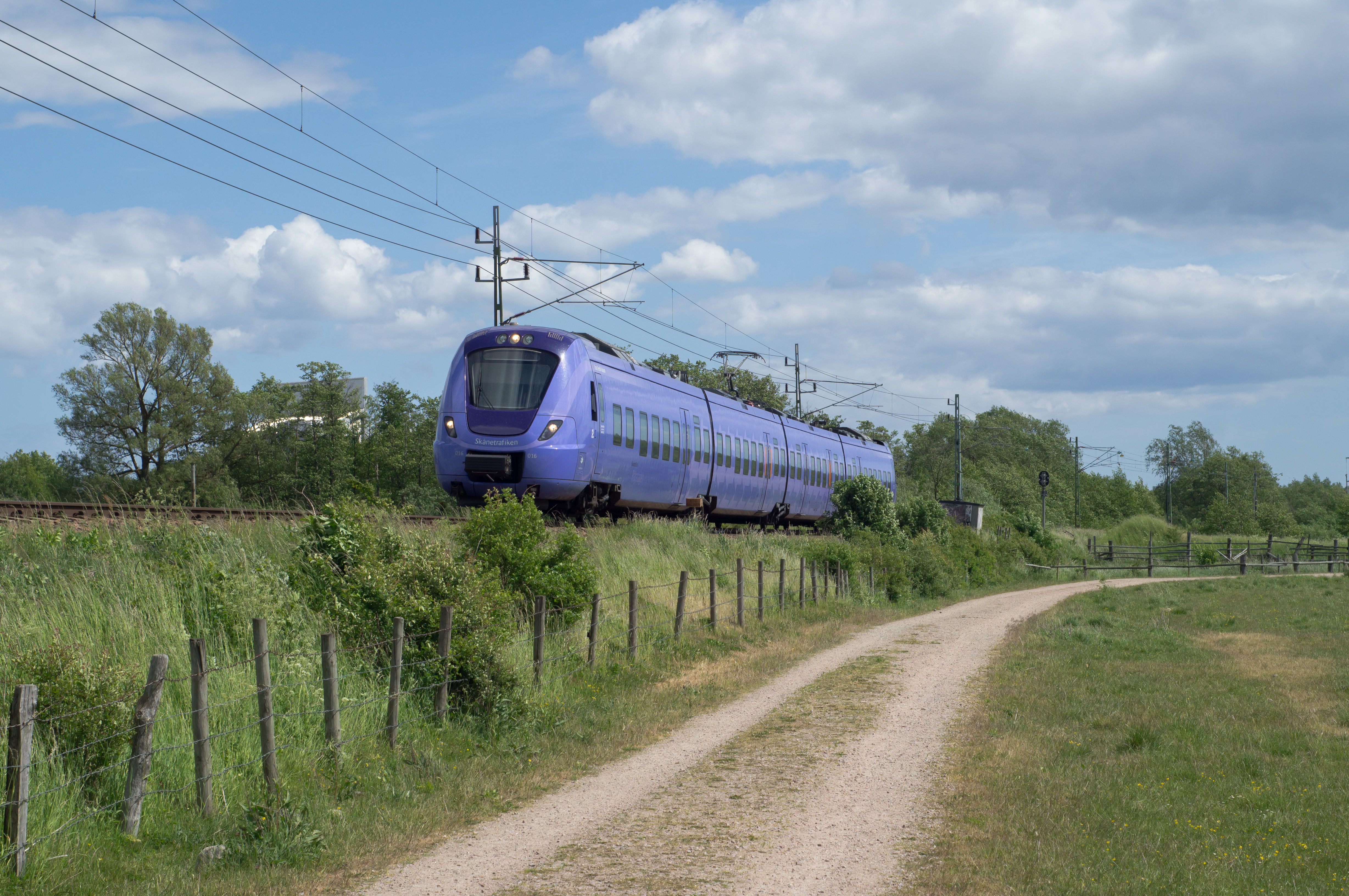
O comboio/trem Pågatåg em Kristianstad
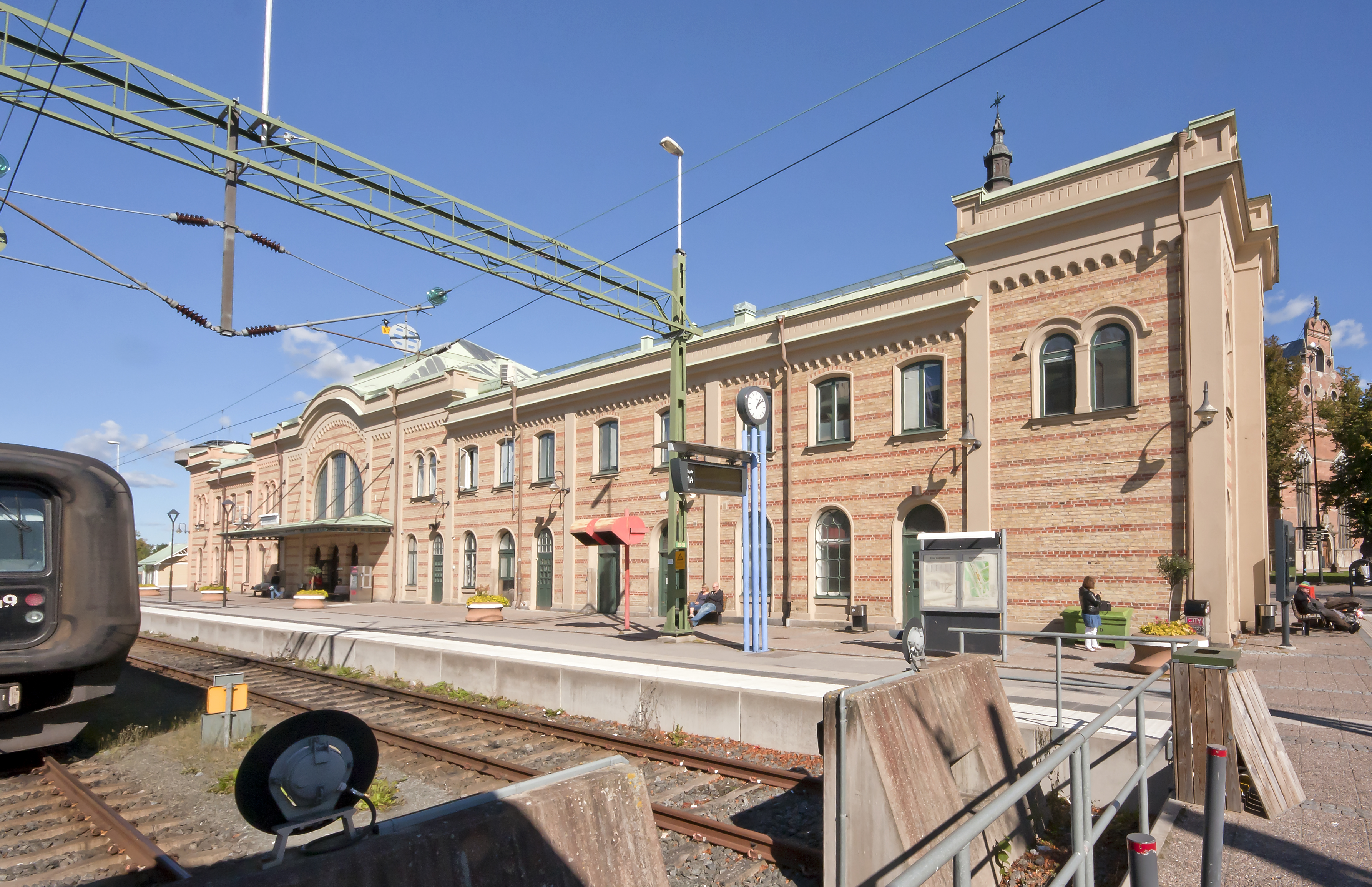
A estação central de Kristianstad